# エキサイティング秀樹 Vol.5 - 恋の暴走/この愛のときめき
『エキサイティング秀樹 Vol.5 - 恋の暴走/この愛のときめき』（エキサイティングひでき ボリューム・ファイブ こいのぼうそう このあいのときめき）は、西城秀樹の5枚目のオリジナル・アルバム。1975年6月25日にRCAから発売された。

## 内容
- ヒット曲「恋の暴走」、「この愛のときめき」が収録されている。

## 収録曲
| #   | タイトル             | 作詞       | 作曲         | 編曲         |
| --- | -------------------- | ---------- | ------------ | ------------ |
| A1. | 「恋の暴走」         | 安井かずみ | 馬飼野康二   | 馬飼野康二   |
| A2. | 「さよならの宿命」   | 伊藤アキラ | あかのたちお | あかのたちお |
| A3. | 「海辺の駅へ」       | 伊藤アキラ | 美樹克彦     | 惣領泰則     |
| A4. | 「青春の挽歌」       | たかたかし | 鈴木邦彦     | あかのたちお |
| A5. | 「灼熱のサンバ」     | 落合武司   | 惣領泰則     | 惣領泰則     |
| A6. | 「ブギインザブギ」   | たかたかし | 羽根田武邦   | 惣領泰則     |
| B1. | 「この愛のときめき」 | 安井かずみ | あかのたちお | あかのたちお |
| B2. | 「夕やけ雲」         | 落合武司   | あかのたちお | あかのたちお |
| B3. | 「愛の叫び」         | たかたかし | 美樹克彦     | 惣領泰則     |
| B4. | 「土曜の夜」         | 安井かずみ | あかのたちお | あかのたちお |
| B5. | 「翼があれば」       | たかたかし | 惣領泰則     | 惣領泰則     |
| B6. | 「悲しき誕生日」     | 安井かずみ | 馬飼野康二   | 馬飼野康二   |

## 復刻盤
- 1976年9月25日発売のLP『西城秀樹 第1 - 7集』（全7枚）の中の1枚
- 1994年12月16日発売のCD『HIDEKI SAIJO EXCITING AGE'72 - '79』（11枚組）の中の1枚（5枚目）
- 1999年7月23日発売のCD『エキサイティング秀樹 Vol.5 - 恋の暴走/この愛のときめき』
- 2021年6月18日発売のGOH HOTODAによるデジタルリマスタリング盤（Blu-spec CD2、紙ジャケット仕様）